# Lagarde (Ariège)
Lagarde es una comuna francesa situada en la zona Este del departamento de Ariège y la región de Mediodía-Pirineos. Sus habitantes reciben el gentilicio de Lagardais.

## Demografía
| 261 | 213 | 185 | 177 | 172 | 194 |
| Para los censos de 1962 a 1999 la población legal corresponde a la población sin duplicidades (Fuente: INSEE [Consultar]) |     |     |     |     |     |

## Lugares de interés
- Castillo de Lagarde
- Iglesia